# Oberösterreichisches Wappen

Oberösterreichisches Landeswappen

Das Oberösterreichische Wappen besteht laut dem  Landesgesetz vom 3. Juli 1997 über die oberösterreichischen Landessymbole, LGBl. 126/1997,

„aus einem mit dem österreichischen Erzherzogshut gekrönten, gespaltenen Schild, der heraldisch rechts einen goldenen Adler mit roter Zunge und roten Krallen im schwarzen Feld zeigt, heraldisch links dreimal von Silber und Rot gespalten ist. Der Erzherzogshut kann weggelassen werden. Das Landeswappen kann in Farbe oder in Schwarz-Weiß ausgeführt sein.“

## Geschichte und Deutung
Die älteste bekannte Abbildung des oberösterreichischen Wappens findet sich in zwei Miniaturen in einem Liturgiehandbuch, das Herzog Albrecht III zwischen 1384 und 1395 vermutlich in Wien anfertigen ließ.
Das Wappen geht wahrscheinlich auf das im 12. Jahrhundert ausgestorbene Geschlecht der Herren von Machland zurück. In einem Urbar des Klosters Baumgartenberg, sowie im Bürgerstuhl des Klosters Waldhausen, die von Jutta und Otto von Machland gestiftet wurden, kommt bereits 1335 ein dem oberösterreichischen Wappen sehr ähnliches vor. Das Machland war seit alters her ein Bestandteil des babenbergischen Herrschaftsgebietes, weshalb sich das Wappen der Herren von Machland als Vorbild eignete. Es stellte auch die früheste Erwerbung der Markgrafschaft Österreich gegen Westen hin dar und wurde später um den Traungau, die Riedmark, Waxenberg und Schaunberg als Landgerichte erweitert.

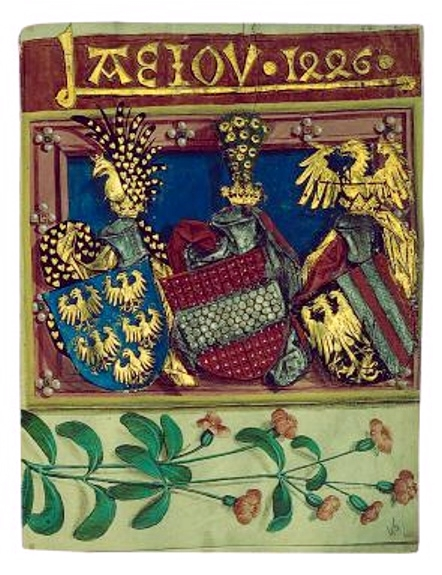
Altösterreich, Neuösterreich und Österreich ob der Enns (mit einem Adler mit Waage in der Helmzier), darüber das Motto A.E.I.O.U., datiert 1446
(Buchmalerei in der Handregistratur Friedrichs III./V.)

Anfangs in der Helmzier aus einer Helmkrone wachsend ein Adler, eine Waage im Schnabel, ist sie ab Albrechts VI., dem ersten souveränen Herrscher – wenn auch im Zwist mit seinem Bruder Friedrichs III. – im Land ob der Enns mit dem Erzherzogshut gekrönt. 
|  | Inwieweit sich der goldene Adler in Schwarz auf das Wappen des Gesamtherzogtums Österreich, Altösterreich (das Lerchenwappen, heute für Niederösterreich), bezieht, ist unbekannt. Dessen fünf Adler wurden zeitweise als fünf Landesteile gedeutet: Der frühe Adler mit Waage könnte auf das Amt des Landrichters ob der Enns hinweisen, den es als solchen und dann auch Landeshauptmann seit 1282 gab, und aus dessen Oberstem Landgericht sich Oberösterreich als eigenständiges Territorium ab 1490 entwickelte. |

## Historische Abbildungen

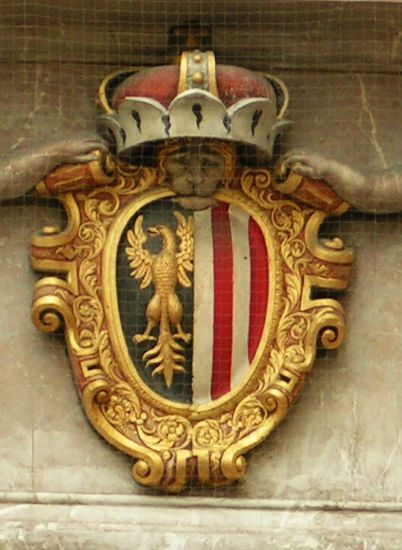
Erzherzogtum Österreich ob der Enns, am Linzer Landhaus (Renaissance, um 1570)
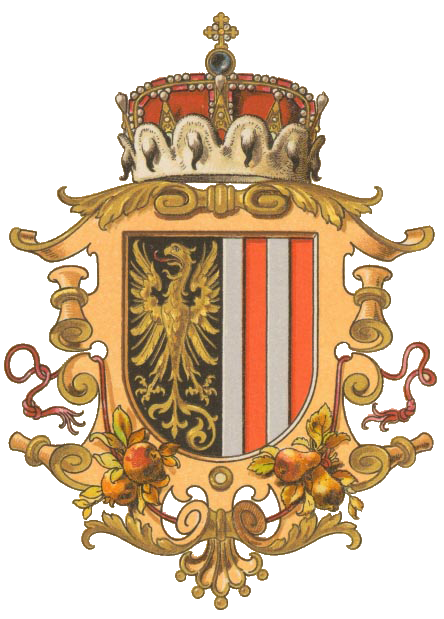
Wappen des Erzherzogtum Österreich ob der Enns während der k.u.k. Monarchie (Hugo Gerard Ströhl: Wappenrolle Österreich-Ungarns. 1890)
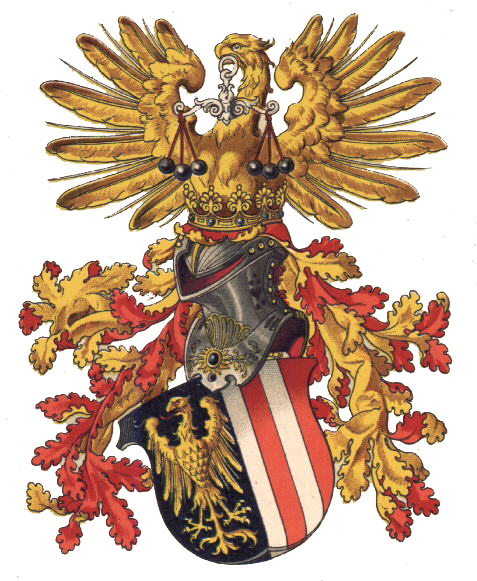
Österreich ob der Enns, mit dem Adler mit Waage (ebenda)